# Aleksandra Śląska

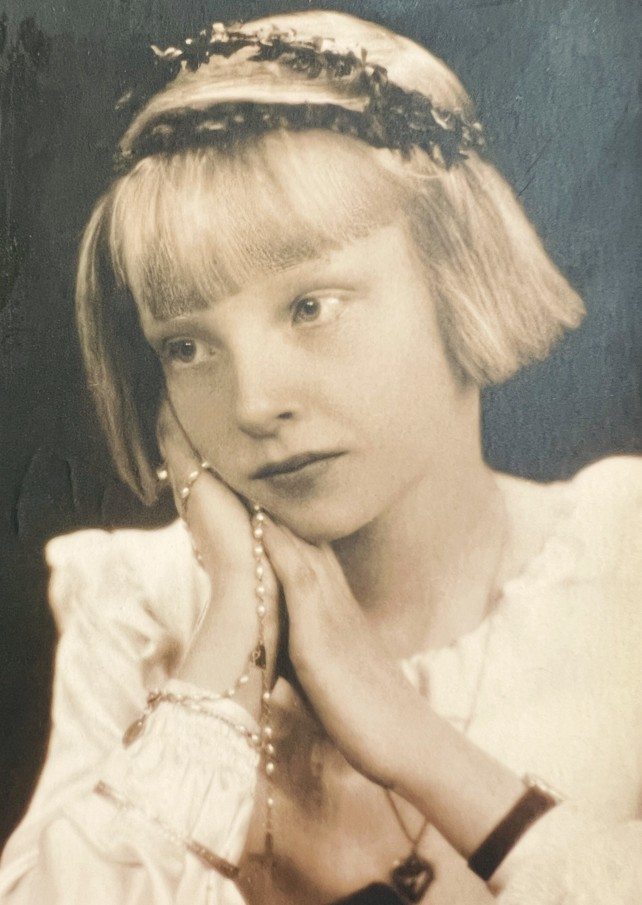
Aleksandra Wąsik (Aleksandra Śląska) - ok. 1935.

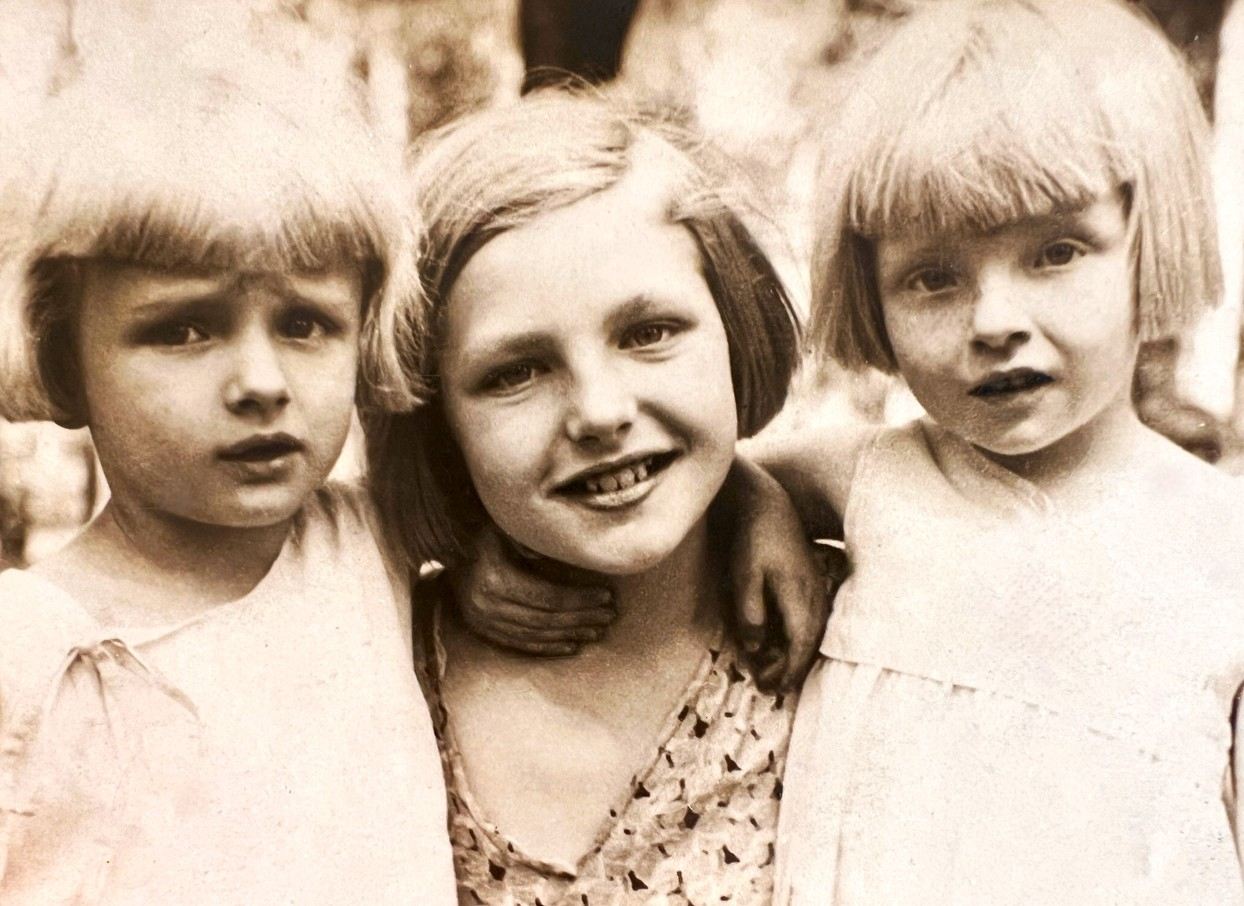
Od prawej Aleksandra Wąsik (Aleksandra Śląska) z przyrodnią siostrą Bożeną Jewasińską oraz bratem Olgierdem - Katowice, ok. 1930.

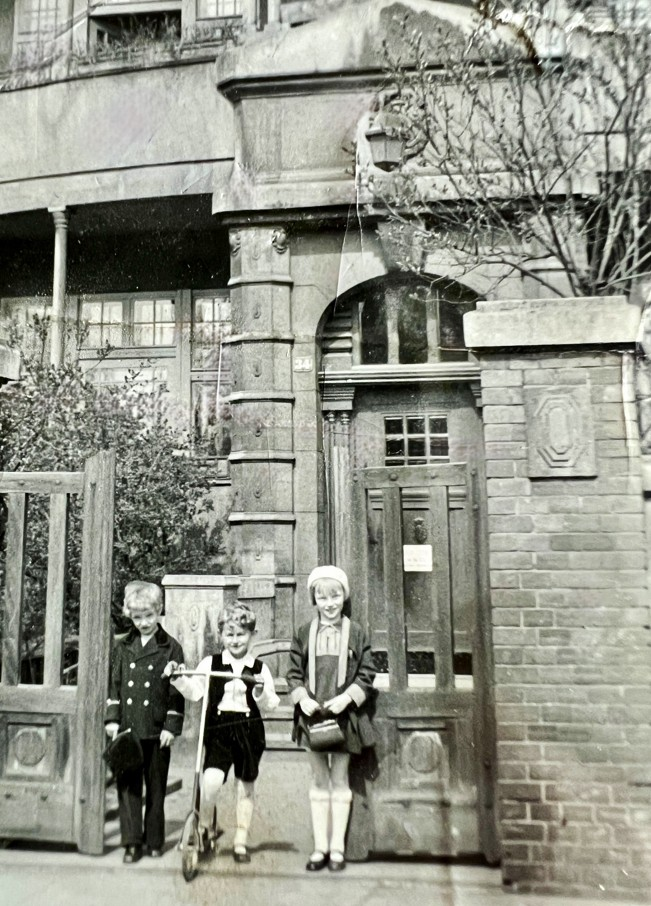
Od prawej Aleksandra Wąsik (Aleksandra Śląska), kuzyn Rudolf Buchała oraz brat Olgierd - Katowice, ul. Poniatowskiego 34, ok. 1932.

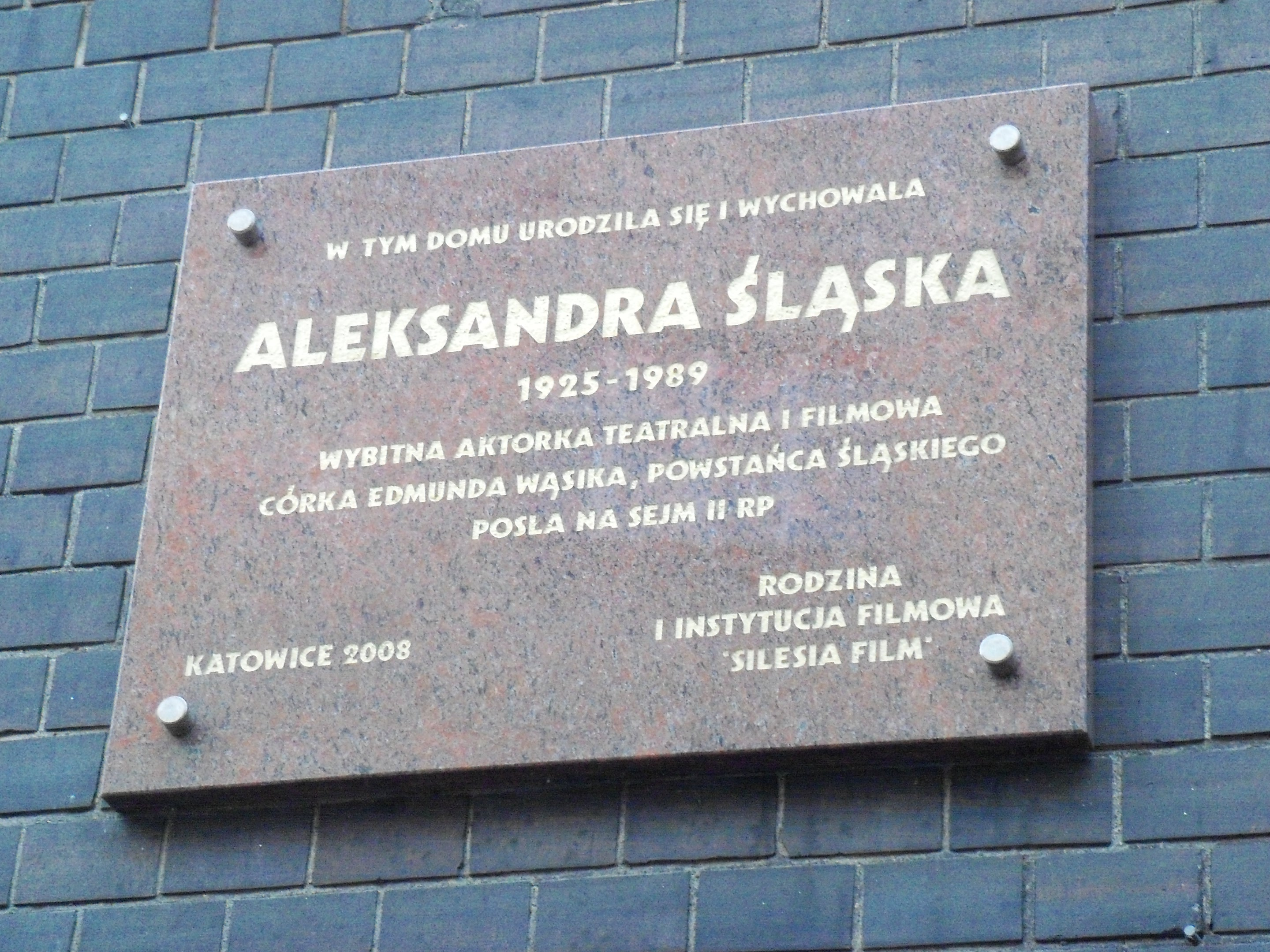
Tablica pamiątkowa na fasadzie kamienicy na rogu ul. T. Kościuszki i ul. J. Poniatowskiego w Katowicach.

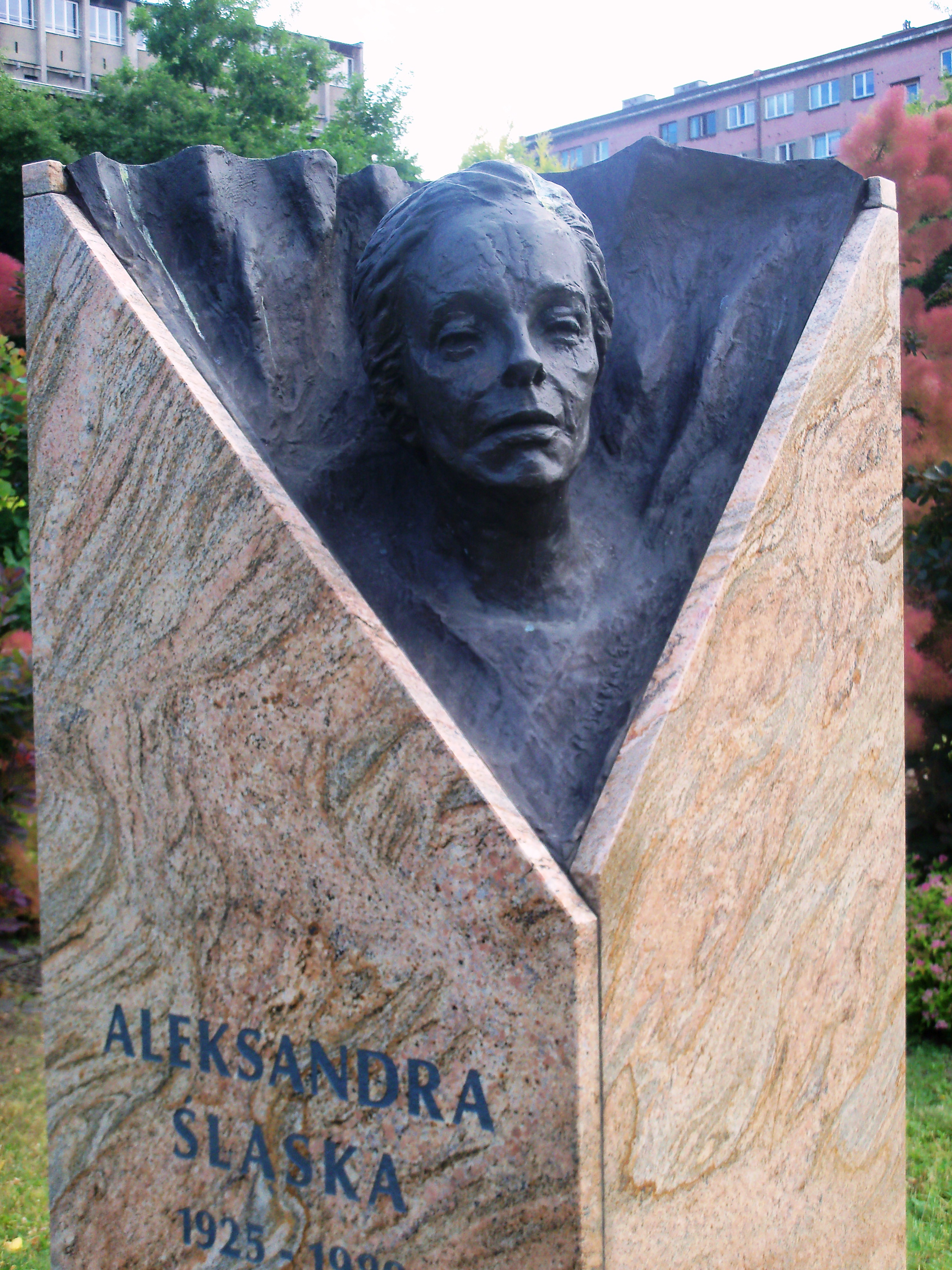
Popiersie w Galerii Artystycznej na placu Grunwaldzkim w Katowicach.

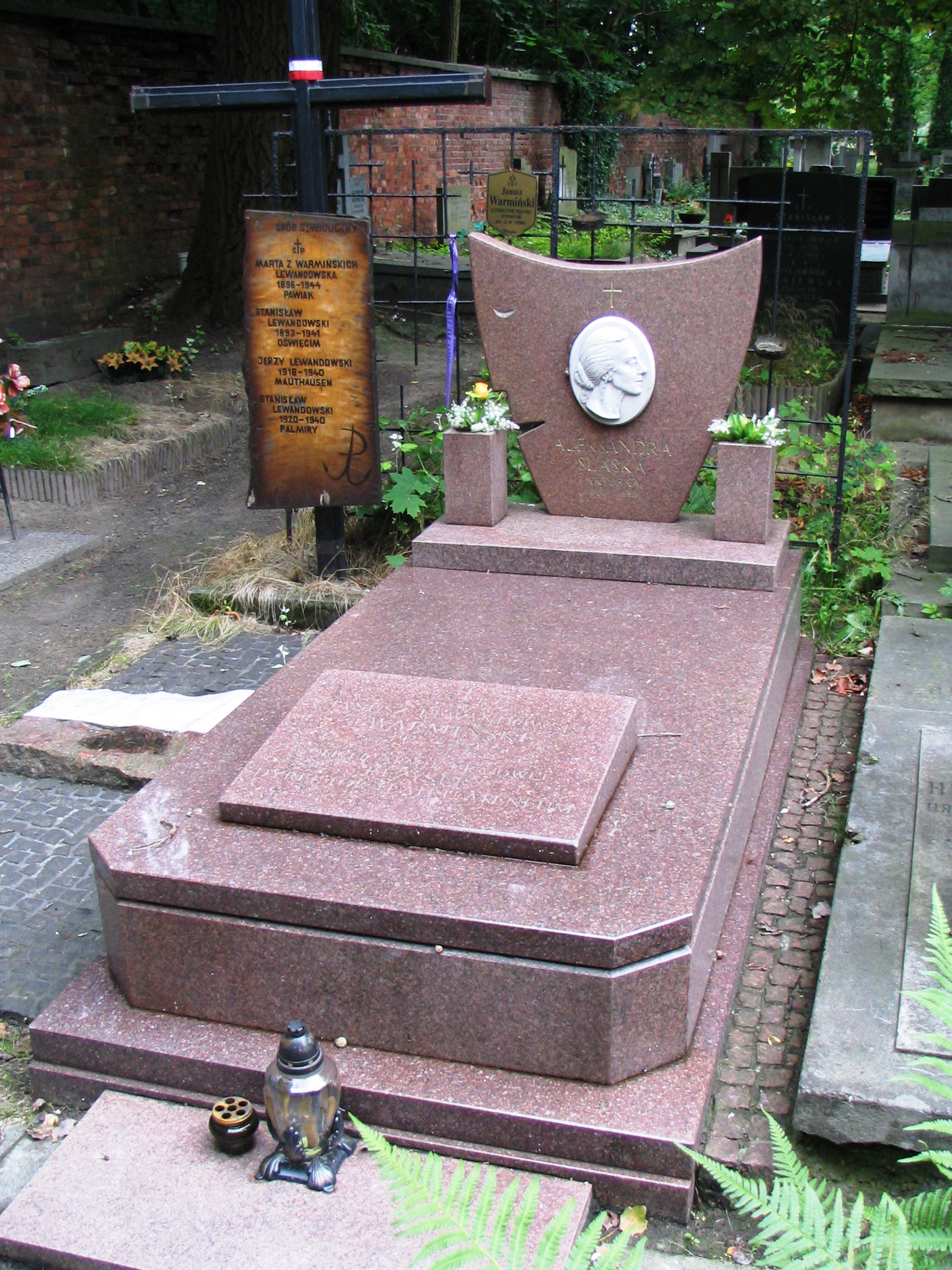
Grób Aleksandry Śląskiej i jej męża Janusza Warmińskiego na cmentarzu Powązkowskim w Warszawie.

Aleksandra Śląska, właśc. Aleksandra Wąsik (ur. 4 listopada 1925 w Katowicach, zm. 18 września 1989 w Warszawie) – polska aktorka teatralna i filmowa.

## Życiorys
Była córką Edmunda Wąsika, wicedyrektora Okręgu PKP, działacza narodowego, uczestnika III powstania śląskiego i posła na Sejm II RP (1935–1938) oraz Heleny z Masłowskch Jewasińskiej. Miała o rok młodszego brata Olgierda oraz przyrodnią siostrę Bożenę Jewasińską.
W latach 30. XX w. uczyła się w Gimnazjum i Liceum im. Królowej Jadwigi w Katowicach, jednak jej edukację przerwał wybuch II wojny światowej. W 1945 przeprowadziła się do Krakowa, gdzie zdała maturę w trybie wieczorowym. W 1946 zaczęła uczęszczać na zajęcia szkoły dramatycznej przy krakowskim Teatrze im. Juliusza Słowackiego, gdzie pierwszy raz zetknęła się z teatrem i znanymi aktorami polskiej sceny teatralnej, w tym z Juliuszem Osterwą. W 1947 ukończyła krakowską PWSA.
Po przeprowadzce do Warszawy została aktorką Teatru Współczesnego (1949–1956, 1959–1961) oraz Teatru Ateneum (1956–1959, 1962–1989). Wykładała w PWST w Warszawie (od 1973). W styczniu 1976 podpisała list protestacyjny do Komisji Nadzwyczajnej Sejmu PRL przeciwko zmianom w Konstytucji Polskiej Rzeczypospolitej Ludowej. W 1987 uzyskała tytuł profesora nadzwyczajnego sztuki teatralnej.
Za osiągnięcia aktorskie otrzymała 19 nagród oraz odznaczeń państwowych i branżowych.
Dwukrotnie zamężna. Jej pierwszym mężem był onkolog Czesław Górski, z którym miała syna Szczęsnego. Po raz drugi wyszła za mąż za Janusza Warmińskiego, dyrektora teatru Ateneum.
Zmarła na raka krtani, pochowana na cmentarzu Powązkowskim w Warszawie (kwatera 339-3-5,6).

## Role teatralne
- Ruth i Liesel – Niemcy (Leon Kruczkowski, reż. Erwin Axer)
- Blanche – Tramwaj zwany pożądaniem (Tennessee Williams, reż. Janusz Warmiński)
- Arkadina – Mewa (Anton Czechow, reż. Janusz Warmiński)
- Maria Stuart – Maria Stuart (Juliusz Słowacki, Teatr Telewizji 1965)
- Amelia – Mazepa (Juliusz Słowacki, reż. Gustaw Holoubek, Teatr TV 1968)

## Filmografia
| Filmy |                                     |                                                          |                                                              |
| Rok   | Tytuł                               | Rola                                                     | Uwagi                                                        |
| 1947  | Ostatni etap                        | Oberaufseherin                                           |                                                              |
| 1949  | Dom na pustkowiu                    | Basia                                                    |                                                              |
| 1951  | Młodość Chopina                     | Konstancja Gładkowska                                    |                                                              |
| 1951  | Rodzina Sonnenbrucków               | Fanchette                                                |                                                              |
| 1953  | Piątka z ulicy Barskiej             | Hanka                                                    |                                                              |
| 1954  | Autobus odjeżdża 6.20               | Krystyna Poradzka                                        |                                                              |
| 1957  | Pętla                               | Krystyna                                                 |                                                              |
| 1960  | Rok pierwszy                        | nauczycielka                                             |                                                              |
| 1960  | Historia współczesna                | Jadwiga, żona Bielasa                                    |                                                              |
| 1962  | Spotkanie w Bajce                   | Teresa                                                   |                                                              |
| 1962  | Trio                                | Berta                                                    |                                                              |
| 1963  | Pasażerka                           | Liza                                                     |                                                              |
| 1963  | Mansarda                            | Maria                                                    |                                                              |
| 1963  | Ich dzień powszedni                 | Nitka, żona Siennickiego                                 |                                                              |
| 1966  | Kara cięższa niż kara               | lektor                                                   | film dokumentalny; w napisach określenie funkcji: Współpraca |
| 1970  | Obóz na Przemysłowej                | lektor                                                   | film dokumentalny                                            |
| 1971  | Bolesław Śmiały                     | żona króla Bolesława Śmiałego                            |                                                              |
| 1982  | Epitafium dla Barbary Radziwiłłówny | królowa Bona Sforza d’Aragona, matka Zygmunta II Augusta |                                                              |

| Produkcje telewizyjne |                                         |                                                        |                                   |
| Rok                   | Tytuł                                   | Rola                                                   | Uwagi                             |
| 1956                  | Człowiek i cień                         | Julia Giuli, śpiewaczka                                | spektakl telewizyjny              |
| 1959                  | Naszyjnik                               | pani Loisel                                            | spektakl telewizyjny              |
| 1959                  | Akcja Wega                              | Irena                                                  | spektakl telewizyjny              |
| 1961                  | Wygnańcy                                | Berta                                                  | spektakl telewizyjny              |
| 1962                  | Idy marcowe                             | Klodia                                                 | spektakl telewizyjny              |
| 1963                  | Świadkowie albo nasza mała stabilizacja | osoba prologu                                          | spektakl telewizyjny              |
| 1963                  | Skandal w Hellbergu                     | Hilda Diederich                                        | spektakl telewizyjny              |
| 1964                  | Pomyłka, proszę się wyłączyć!           | pani Stevenson                                         | spektakl telewizyjny              |
| 1965                  | Śmierć w środkowym pokoju               | Marta                                                  | film telewizyjny                  |
| 1965                  | Maria Stuart                            | Maria Stuart                                           | spektakl telewizyjny              |
| 1966                  | Za kulisami                             | Lia                                                    | spektakl telewizyjny              |
| 1966                  | Panna Rosita czyli mowa kwiatów         | Rosita                                                 | spektakl telewizyjny              |
| 1966                  | Pan Tadeusz                             | Telimena                                               | spektakl telewizyjny              |
| 1966                  | Listy do Delfiny                        | Delfina Potocka                                        | spektakl telewizyjny              |
| 1966                  | Dom kobiet                              | Joanna                                                 | spektakl telewizyjny              |
| 1967                  | Martwa królowa                          | Ines de Castro                                         | spektakl telewizyjny              |
| 1967                  | Czarna suknia                           | Joanna Orłowska                                        | film telewizyjny                  |
| 1968                  | Nokturn                                 | Olga Andrejewna                                        | spektakl telewizyjny              |
| 1968                  | Łagodna                                 | Ona                                                    | spektakl telewizyjny              |
| 1969                  | Niemcy                                  | Ruth, córka prof. Sonnenbrucha                         | spektakl telewizyjny              |
| 1969                  | Mazepa                                  | Amelia, żona wojewody                                  | spektakl telewizyjny              |
| 1970                  | Piszę pamiętnik artysty                 | hrabina                                                | spektakl telewizyjny              |
| 1970                  | Granica                                 | Elżbieta Biecka                                        | spektakl telewizyjny              |
| 1972                  | Wyspy szczęśliwe                        | żona doktora                                           | film telewizyjny                  |
| 1972                  | Wiśniowy sad                            | Raniewska                                              | spektakl telewizyjny              |
| 1972                  | Odlot                                   | Denis                                                  | spektakl telewizyjny              |
| 1972                  | Dwa teatry                              | Pani                                                   | spektakl telewizyjny              |
| 1973                  | Wielka miłość Balzaka                   | hrabina Maria Potocka                                  | serial telewizyjny, odcinki: 3, 6 |
| 1973                  | Beatryks Cenci                          | Lukrecja Cenci                                         | spektakl telewizyjny              |
| 1974                  | Sława i chwała                          | Maria Bilińska                                         | spektakl telewizyjny              |
| 1974                  | Hedda Gabler                            | Hedda Gabler                                           | spektakl telewizyjny              |
| 1976                  | Dzika kaczka                            | Pani Soerby                                            | spektakl telewizyjny              |
| 1979                  | Wiśnie                                  | księgowa Pawlakowa                                     | film telewizyjny                  |
| 1980                  | Królowa Bona                            | królowa Bona Sforza d’Aragona, żona Zygmunta I Starego | serial telewizyjny, odcinki: 1-12 |

| Dubbing |                             |                    |       |
| Rok     | Tytuł                       | Rola               | Uwagi |
| 1960    | Teresa Raquin               | Teresa Raquin      |       |
| 1965    | Wizyta starszej pani        | Karla Zachanassian |       |
| 1966    | Wyrok w Norymberdze         | pani Bertholt      |       |
| 1968    | Anna Karenina               | Anna Karenina      |       |
| 1973    | Królowa Elżbieta            | królowa Elżbieta I |       |
| 1976    | Kto się boi Virginii Woolf? | Martha             |       |

## Ordery i odznaczenia
- Order Sztandaru Pracy II klasy (1963)
- Krzyż Kawalerski Orderu Odrodzenia Polski (19 lipca 1954)[13]
- Medal 10-lecia Polski Ludowej (1955)
- Odznaka 1000-lecia Państwa Polskiego (1967)
- Odznaka tytułu honorowego „Zasłużony dla Kultury Narodowej” (1989)
- Odznaka „Zasłużony Działacz Kultury” (1967)
- Odznaka honorowa „Za zasługi dla Warszawy” (1966)

## Nagrody
- 1950 – Państwowa Nagroda Artystyczna III stopnia w dziale kinematografii za kreację aktorską bohaterki filmu Dom na pustkowiu[14]
- 1954 – wyróżnienie w Cannes za Piątkę z ulicy Barskiej
- 1955 – Nagroda Państwowa II stopnia w sekcji filmu za role filmowe w minionym 10-leciu[15]
- 1964 – Nagroda Państwowa II stopnia za wybitne osiągnięcia aktorskie, a w szczególności za rolę Ingi w Pierwszym dniu wolności, Joanny w Więźniach z Altony oraz za rolę w filmie Pasażerka
- 1964 – nagroda Komitetu ds. Radia i Telewizji za kreację w sztuce Broszkiewicza Skandal w Hellbergu oraz melodramacie Pomyłka, proszę się wyłączyć
- 1967 – Nagroda Miasta Stołecznego Warszawy
- 1967 – Nagroda na IV MF Telewizyjnym w Pradze za najlepszą rolę kobiecą – za rolę Joanny w filmie Czarna suknia
- 1968 – nagroda Komitetu ds. Radia i Telewizji za kreacje w spektaklu TV Mazepa
- 1975 – Złoty Ekran – nagroda za role w spektaklach teatru tv Hedda Gabler i Sława i chwała
- 1978 – nagroda teatralna tygodnika „Przyjaźń” – za rolę Arkadiny w Mewie Antoniego Czechowa w Teatrze Ateneum im. Stefana Jaracza w Warszawie
- 1982 – nagroda I stopnia (zespołowa) przewodniczącego Komitetu ds. Radia i Telewizji za osiągnięcia aktorskie, a szczególnie za przybliżenie postaci historycznej, Bona Sforza, w tv serialu Królowa Bona
- 1985 – nagroda na XI OKT w Opolu za rolę tytułową w Matce Witkacego w Teatrze Ateneum im. Stefana Jaracza w Warszawie
- 2 grudnia 2013 (pośmiertnie) z inicjatywy ZASP nadano Aleksandrze Śląskiej tytuł Heroiny Polskiego Kina[3]

## Upamiętnienie
W 2008 na fasadzie budynku na rogu ul. Tadeusza Kościuszki i ul. Józefa Poniatowskiego w Katowicach odsłonięto tablicę, poświęconą aktorce; w tej kamienicy się urodziła i wychowała. Jej imieniem nazwano jedno z rond w katowickiej dzielnicy osiedle Wincentego Witosa. W Warszawie na osiedlu Aleksandrów znajduje się ulica Aleksandry Śląskiej, w okolicy znajduje się także ulica Eugeniusza Bodo. W 2021 roku została wydana praca doktorska Marty Cebery pt. „Sztuka aktorska Aleksandry Śląskiej”.